# Нематодози
Нематодози (англ. Nematode infection) — група гельмінтозів. Їх спричинюють круглі черви / Нематоди (лат. Nematoda, Nemathelminthes), до яких належать гострик, аскарида, волосоголовець людський, трихінела, анкілостома, кишкова вугриця (угриця), ришта тощо. У людській патології серед сукупності гельмінтозів переважають ті, що спричинені саме нематодами.

Смерті від кишкових нематодозів на мільйон осіб у 2012 році

## Актуальність
Близько 2 мільярдів людей хворіють на геогельмінтози по всьому світі, серед яких абсолютно переважають нематодози. Так ентеробіоз у розвинених країнах помірного клімату уражає від 10 до 90 % населення. У світі хворіє на аскаридоз 1,22 мільярда людей, а більше 600 тисяч з них помирає, переважно дітей. На трихоцефальоз хворіють близько 795 млн людей, у зоні тропіків і субтропіків хворобу виявляють у 40—50 % дитячого населення, в зоні помірного клімату — до 36 %. У деяких тропічних країнах рівень ураженості місцевого населення досягає 90 %.

## Особливості нематод
Нематоди є або вільноживучими організмами, що мешкають у прісноводних басейнах, морях, сирій землі тощо, або ж паразитами як всіляких хребетних і безхребетних тварин, так і рослин.
Цим гельмінтам притаманні, головним чином, такі основні риси:
- круглий перетин тіла;
- ззовні є щільна білкова кутикула, під якою розміщений м'язовий шар з поздовжніх волокон, завдяки яким та переміщенню рідини в порожнині самих черв'яків нематоди активно рухаються. У більшості випадків кутикула поперечно покреслена і у багатьох видів несе різні кутикулярні утворення: поздовжні гребені, шипики, щитки, які слугують переважно для фіксації нематод. Безпосередньо за кутикулою розташовується шар гіподерми, всередину від якої лежить мускулатура;
- на передньому кінці тіла знаходиться ротовий отвір, який в одних нематод оточений різним числом губ, а у інших — позбавлений їх. Навколо ротового отвору розташовані головні сосочки. У одних видів ротовий отвір веде безпосередньо в стравохід, а у інших спочатку в ротову капсулу, яка є порожниною різної форми і величини. Внутрішня поверхня ротової порожнини може бути гладкою або озброєною хітиновими утвореннями у вигляді пластинок, зубців, гачків. Стравохід нематод має вигляд порожнистої трубки. Будова стравоходу грає важливу роль у систематиці нематод і допомагає їхньому визначенню. Стравохід веде в кишківник — пряму трубку, яка відкривається в кінці тіла анальним отвором, розташованим на вентральній поверхні;
- нематоди на відміну від цестод є роздільностатевими організмами. Статева система у самиць більшості видів складається з двох звивистих тонких трубчастих яєчників, що переходять у два більші яйцеводи, які своєю чергою переходять у трубчасті матки, які з'єднуються в непарний канал — вагіну, що відкривається на вентральній поверхні тіла жіночим статевим отвором (вульва). Такий подвійний жіночий статевий апарат є у більшості нематод (аскариди, кишкова вугриця, гострик). У трихоцефала статевий апарат одинарний. Отвір вульви у окремих нематод розташований по-різному: поблизу ануса, в середині тіла і поблизу головного латерального кінця. Статева система самця складається з прямого або сильно звивистих насінників і сім'япровода, який своєю чергою поділяється на насіннєву пляшечку і сім'явивергаючий канал. Сім'япровод відкривається в пряму кишку, внаслідок чого утворюється клоака. Поблизу клоаки розташовуються допоміжні статеві органи: спікули, рульки, статеві сосочки, статева бурса. Форма і розмір їх мають величезне значення в діагностиці нематод. Спікули являють собою подовжені хітинові утворення, розташовані у внутрішній порожнині тіла самця. У процесі злягання спікули вводяться в піхву і утримують самицю. Спікул зазвичай буває дві, рідше одна. У представників роду Trichinella їх зовсім немає. У деяких видів, крім спікул, є ще рулек (губернакулюм), який служить для регулювання руху спикул. На хвостовому кінці у більшості видів нематод розташовуються два ряди статевих сосочків. Форма і число їх різні. Форма і число їх різні. У деяких видів (представники надродини Strongyloidea підряду стронгілят) на хвостовому кінці самця є особливий добре розвинений нервово-м'язовий апарат — статева бурса. Вона складається з дзвоноподібних кутикулярних утворень і забезпечена реброподібними стебловими сосочками.

У спірурат на хвостовому кінці знаходяться невеликі бічні крила, які підтримуються стебельчатим сосочками.;
- нервова система нематод має центральне нервове кільце, що оточує стравохід як браслет, ряду нервових гангліїв, периферична нервова система має нервові закінчення — сосочки, що розташовуються на головному кінці (головні та шийні сосочки) і хвостовому кінці (статеві сосочки);
- живуть у всіх середовищах існування.

Нематоди ниткоподібної або веретеноподібної форми, завдовжки від 1 мм до 8-9 м. Найдовша нематода, що паразитує у людей, це ришта (Dracunculus medinensis), збудник дракункульозу. Вона завдовжки до 1 м і більше. Яйця нематод різноманітні за формою і величиною, покрити щільною шкаралупою, що складається з декількох шарів.
Цикл розвитку паразитичних нематод вкрай різноманітний. Самиці нематод виділяють через статеві отвори яйця або живих личинок, в зв'язку з чим розрізняють яйцекладущих і живонароджуючих нематод. Яйцеродні самиці виділяють яйця на різних стадіях розвитку. У деяких видів яйця, що виділилися, містять майже сформовану личинку (гострики); у інших яйця виходять на стадії одного бластомера
(аскариди) або декількох бластомерів (анкілостоми). З статевого отвору живонароджуючих самиць виділяються живі личинки (наприклад, філярії). Деякі нематоди (спірурати) виділяють яйця зі сформованими личинками. Таких нематод називають яйцеживонароджуючими.
Більшість нематод, які паразитують у людини, розвивається прямим шляхом без проміжних хазяїв. Це аскариди, гострики, анкілостоми, волосоголовці. Деякі види нематод (філяріати, спірурати, діоктофімати) розвиваються за допомогою проміжних хазяїв. Для деяких нематод проміжним і дефінітивного хазяїном є один і той самий організм. До таких віднесені трихінели.
Поділяються нематоди на 4 класи і близько 30 рядів. Класи:
- Chromadorea, до них належать збудники стронгілоїдозу, філяріозу;
- Enoplea, до них належать зокрема волосоголовець людський (збудник трихоцефальозу) і Trichinella spiralis і Trichinella nativa (збудники трихінельозу);
- Dorylaimea;
- Secernentea, до них належать збудники анізакідозу, аскаридозу, аскаридозів тварин, токсокарозу, ентеробіозу, тощо.

## Головні людські нематодози

### Ентеробіоз
Це контагіозний антропонозний гельмінтоз з передаванням через рот, якій спричинюють гострики, з переважною локалізацією гельмінтів у ілеоцекальній частині кишки. Проявляється періанальним свербінням, кишковими і нервовими розладами. Гельмінтоз спостерігають в усіх кліматично-географічних зонах, але найпоширеніший він у країнах з помірним кліматом, де уражає іноді аж до 90 % населення певних країн. Джерело інвазії — хвора людина. Інвазовані люди є безпосередньо небезпечними для оточуючих. Самиці гостриків, матка яких переповнилася яйцями, втрачають здатність прикріплюватися до слизової оболонки кишки людини, спускаються в пряму кишку, активно виходять через анальний отвір, відкладають яйця на періанальних складках і гинуть. Процес яйцекладки займає від 15 хвилин до 1,5 години. Одна самиця здатна відкласти до 17 тисяч ще неінвазійних яєць, які впродовж декількох годин стають інвазійними. Під час виходу самиць розвивається свербіння навколо анусу через те, що самиці виділяють клеючу речовину, за допомогою якої пересуваються по шкірі. Вона подразнює шкіру до відчуття сильного свербіння, що призводить до розчухів і внесення яєць гостриків під нігті. Основними клінічними проявами гострої фази ентеробіозу є біль у животі, ранковий кишковий дискомфорт, нудота, часте оформлене випорожнення до 4 разів на добу, які залишаються такими до кінця інвазії. через заповзання гостриків до піхви можливі ускладнення у дівчат і жінок, можливі ураження внутрішніх статевих органів і черевної порожнини. Свербіння призводить до розчухів шкіри, і в свою чергу, до можливості потрапляння в місця саден вторинної бактеріальної інфекції.

### Аскаридоз
Це антропонозний поширений гельмінтоз, який спричинює людська аскарида (Ascaris lumbricoides). Характеризується в ранній фазі зараження розвитком алергічних проявів, у пізній стадії — порушенням функції травної системи. Хворіє на цю інвазію в світі 1,22 мільярда людей. Ця інвазія є найпоширенішим геогельмінтозом серед населення України.
Джерелом інфекції є людина, у якої відбулась міграція личинок аскариди і розвинулися статевозрілі особини. Виділені з фекаліями яйця гельмінта повинні досягти інвазивності, розвиваючись у ґрунті, тому безпосередньо заражені не є контагіозними для здорових людей. Дозрівання яєць відбувається тільки при сприятливій температурі, вологості й достатній аерації. Інфікування аскаридозом може відбуватися впродовж усього року, але в регіонах помірного клімату переважно восени, коли дозрівають фрукти, деякі ягоди, овочеві культури. За наявності тепличних господарств, а також при зберіганні овочів у льохах, зараження можливе й взимку. Найчастіше аскаридозом заражаються діти, у яких показник захворюваності у 3,5 разів вищий, ніж у дорослих, працівники очисних споруд, люди, які займаються городництвом, землекопи, тощо.
Шляхи зараження — контактно-побутовий, аліментарний, водний. Зараження відбувається тільки при проковтуванні зрілих яєць. Факторами передачі є переважно овочі та ягоди, на поверхні яких є частинки ґрунту, а також вода і забруднені руки. При малій інтенсивності інвазії рання фаза аскаридозу має субклінічний чи безсимптомний перебіг.
Інкубаційний період при клінічно вираженій формі 1-2 дні. На 2-3-й день після зараження з'являються нездужання, слабкість, субфебрилітет (але іноді можливо підвищення температури тіла до фебрильних цифр, з ознобом), уртикарний висип, біль у животі, нудота, блювання, невиразні розлади випорожнень. При масивному зараженні може розвиватися гепатит з гепатоспленомегалією, порушенням пігментного обміну з появою збільшеного вмісту білірубіну в крові та лабораторними ознаками цитолізу, міокардіодистрофія. У дітей раннього віку масивна інвазія аскаридами за відсутності адекватної терапії може призвести до смерті. Пізня (кишкова) фаза аскаридозу пов'язана з перебуванням гельмінтів у кишці. Їх життя триває до 1-го року. Іноді вона має субклінічний перебіг. Значно частіше хворі відзначають зниження апетиту, нудоту, блювання, переймоподібний біль у животі (в епігастрії, навколо пупка або в правій здухвинній ділянці). У деяких хворих буває діарея, в інших — запори або їх чергування з проносами. З боку центральної нервової системи при аскаридозі звичайні головний біль, запаморочення, підвищена стомлюваність, зниження розумової концентрації та уваги. Дорослі гельмінти здатні травмувати своїми гострими кінцями стінку кишки, а скупчення аскарид стати причиною механічної кишкової непрохідності. При аскаридозі можуть розвитися й інші ускладнення, зокрема: перитоніт, апендицит, холангіт, гепатит, холестатична жовтяниця.

### Трихоцефальоз
Його спричинюють людські волосоголовці. Характеризується хронічним перебігом з переважним ураженням ілеоцекальної частини кишки, порушенням його функції, анемією і астенією. У світі уражено цим гельмінтозом близько 1,3 мільярда людей. В Україні він незначно поступається аскаридозу за своїм поширенням. Хвороба належить до геогельмінтозів. Зараження найчастіше відбувається в результаті заковтування дозрілих у ґрунті яєць із забрудненими овочами, фруктами, ягодами, водою, з поверхні забруднених рук. Дорослі особини гельмінта паразитують у сліпій кишці і в сусідніх з нею відділах товстої кишки, харчуються кров'ю (гематофаги). Там самиці відкладають 1-3,5 тисяч яєць на добу, які з фекаліями потрапляють у довкілля. Яйця повинні пройти інкубацію в ґрунті впродовж 3 тижнів, після чого личинка всередині яйця набуває інвазійних властивостей. Люди при безпосередньому контакті не є заразними, тому що вони, як й при аскаридозі, виділяють у довкілля недозрілі яйця. Механізм передачі інфекції — фекально-оральний, шляхи передачі — через забруднену їжу, контактно-побутовий, водний.
У кишці людини з яєць виводяться личинки, які мігрують у сліпу кишку, де вузьким переднім кінцем проникають в судини її слизової оболонки, перетворюються на дорослу особину і знаходяться в такому стані все своє життя тривалістю 5-7 років. Іноді вони можуть жити також у клубовій і прямій кишці. Одна особина може поглинати до 0,005 мл крові за добу. При інтенсивних інвазіях спостерігаються геморагії, утворення ерозій і виразок у кишці. Вважається, що наявність більше 800 гельмінтів у кишці дітей призводить до клінічно значущої анемії. Прояви хвороби спостерігаються у пацієнтів, які виділяють більше 5000 яєць збудника в 1 г фекалій. Хворі переважно скаржаться на погіршення апетиту, нудоту, блювання, пронос, здуття живота, загальну слабкість, головний біль, запаморочення, порушення сну. Нерідко вони відчувають спазматичний біль ву животі з локалізацією в правій здухвинній області, в епігастрії або інших зонах. При високій інтенсивності інвазії можливий розвиток виразок слизової оболонки товстої кишки з подальшим розгортанням залізодефіцитної анемії, наростанням діареї з кривавими випоржненнями, гіпоальбумінемії. Ймовірний апендицит і перитоніт з наявністю волосоголовців у черевній порожнині.

### Стронгілоїдоз
Характеризується хронічним перебігом з переважним ураженням органів травної системи і системною алергією. Ппоширений переважно в країнах тропічного і субтропічного кліматичного пояса, але його спостерігають і в районах помірного клімату. Вважається, що 100—370 млн людей у світі хворіють на стронгілоїдоз. Особливого значення цей гельмінтоз набуває через факт того, що він є ВІЛ-індикаторним і при цьому набуває тяжкого генералізованого характеру. Стронгілоїдоз реєструють у різних областях України з частотою 0,1-5 %. Випадки хвороби виявлені в багатьох регіонах України, майже повсюдно, але найбільша поширеність відзначена в лучно-степовій зоні Придністров'я, Закарпаття, Поліської низовини, на Волині. Філярієподібні личинки в організм людини проникають через шкіру або перорально з водою та їжею. Якщо зараження відбулося через шкіру (перкутанно), личинки здійснюють міграцію в організмі, досягають кишки через дихальні шляхи, глотку, стравохід. У ранню міграційну фазу значення мають сенсибілізуюча дія антигенів личинок і запальні реакції слизової оболонки кишки в місцях паразитування дорослих особин. Кишкова стадія стронгілоїдоза розвивається через 20-30 днів після зараження. При хронічному перебігу розвиваються атрофічні зміни слизової оболонки кишки, порушується всмоктування поживних речовин, що призводить до харчової недостатності, кахексії.

### Дракункульоз
Його спричинює Dracunculus medinensis (ришта). Дорослі особини паразитують в організмі людини, рідше — тварин (мавп, собак, котів). Самиці ришти народжують личинок, яких ковтають прісноводні рачки-циклопи (водяні блохи), що є проміжними хазяями інвазії. Людина інвазується після вживання води, що містить водяних бліх, уражених личинками ришт. Тривалий час ніяких проявів немає, лише через 12-14 місяців у інвазованої людини виникає болісне пекуче відчуття, коли самиця гельмінта формує пухир на шкірі, зазвичай на нижній кінцівці. Досягнувши своїм головним кінцем шкіри, вона виділяє спеціальний секрет, під дією якого на шкірі людини утворюється псевдофурункул, що згодом розривається. Через дефект шкіри матка гельмінта випинається, а при контакті з водою руйнується, і назовні виходять личинки. Під час цього у людини виникає сильний біль у місці виходу матки гельмінта та свербіж шкіри, які дещо зменшуються після контакту з водою. Саме це примушує хворих на дракункульоз шукати порятунку від цього, занурюючи уражене місце у воду. Набряк і біль часто помітно зменшуються після розкриття пухиря. Виразка, що утворюється на місці пухиря, чутлива до вторинного інфікування, можливе утворення абсцесів, флегмони м'яких тканин, гангрени кінцівок, сепсису.

### Анкілостомози
Інвазію спричинюють Ancylostoma duodenale та Necator americanus, яких через схожість часто об'єднують під назвою «анкілостомові». Людина заражається личинками анкілостомових, що проникають в організм крізь шкіру з довкілля (ґрунт, рослини), а також можуть потрапляти із забрудненою їжею чи водою. Дорослі анкілостомові мешкають переважно в дванадцятипалій кишці, присмоктуються до слизової оболонки, ушкоджують її і живляться кров'ю, спричинюючи тяжку анемію. Від ураження анкілостомовими страждають більше 1 мільярда жителів планети.

### Дирофіляріоз
У людей, зазвичай, дирофіляріоз проявляється або підшкірними, нерідко болючими й мігруючими вузлами або вузловими ураженнями легеневої паренхіми, у численних випадках інвазія перебігає безсимптомно. Проте у випадках симптомних легеневих уражень і, рідше, при підшкірних вузлах діагностують нерідко на початку помилково цю хворобу, як злоякісну пухлину. Дирофіляріоз, який спричинює Dirofilaria repens, найчастіше зустрічається в районі Середземномор'я, на південь від Сахари, і в Східній Європі. За останні роки в Україні почастішали випадки цього дирофіляріозу. Передача відбувається за допомогою комарів. Це єдиний в Україні трансмісивний гельмінтоз, що передається людині. Від моменту потрапляння в організм людини від комарів личинок гельмінтів до розвитку дорослих особин проходить 6-7 місяців.

### Токсокароз
Інвазія, що спричиняється зараженням Toxocara canis і, значно рідше, Toxocara cati, що паразитують відповідно у собак і котів. У світі токсокароз серед людей зустрічається скрізь, де поряд з людьми живуть собаки та коти. Хвороба у людей супроводжується ураженням легень, мозку, очей, печінки, нирок, серця тощо. Захворювання тварин токсокарозом супроводжується інтенсивним виділенням яєць токсокар у довкілля і призводить до забруднення ними землі, яка є провідним фактором передачі цього гельмінтоза. Особливості дефекаційної звички кошачих зумовлюють значно меншу можливість зараження людей на відміну від собак. Найчастіший шлях зараження людей — контактно-побутовий. Сприйнятливість людей висока, найбільшу захворюваність реєструють серед дітей, імунітет не прояснений.

## Діагностика
Головним є дослідження фекалій під світловим мікроскопом.
- При ентеробіозі яйця гостриків виявляють при мікроскопії матеріалу, отриманого з періанальних складок з використанням прозорої липкої стрічки за методом Грехема. Для точності результату дослідження проводять 3—5 разів. Для діагностики у дорослих частіше користуються методом періанально-ректального зіскрібка сірником, відточеним у вигляді шпателя, або ватним тампоном на сірнику, змоченим у 50%-му водному розчині гліцерину чи 1%-му розчині харчової соди.
- При аскаридозі в ранній фазі можна іноді виявити личинки аскарид у мокротинні. У пізній фазі захворювання основним методом діагностики є мікроскопічне дослідження мазка випорожнень на яйця аскарид. Допомагають дослідження мазка по Като, методи збагачення (Фюллеборна, Калантарян, з детергентами, центрифугування фекалій у концентраторах тощо).
- Для діагностики трихоцефальозу проводиться мікроскопічне дослідження фекалій. Через відносно невелику кількість яєць у них упродовж доби, особливо при невеликому рівні інвазії, слід робити паразитологічні дослідження декілька днів підряд, застосовувати різні гельмінтологічні методи збагачення.
- При стронгілоїдозі діагностичним є знайдення живих личинок в дуоденальному вмісті, калі, мокротинні за допомогою особливих методів. Використовують серологічні методи.
- В основі діагностики дракункульозу лежить візуальне виявлення головного кінця статевозрілого гельмінта та його личинок на дні виразки.
- Для діагностики анкілостомідозів проводяться дослідження фекалій під мікроскопом. Використовуються методи збагачення. Також застосовується метод культивування личинок у пробірці на фільтрованому папері.
- Для діагностики дирофіляріозів використовується морфологічне дослідження біопсійного або операційного матеріалу.
- У діагностиці токсокарозу легень, печінки, головного мозку використовується рентгенівське, магнітно-резонансне і ультразвукове дослідження. Проводиться імуноферментний аналіз для пошуку антитіл різних класів.

## Лікування
Ведучими антигельмінтними препаратами для цієї групи гельмінтозів є альбендазол і мебендазол.
- У лікуванні ентеробіозу нині застосовуються пірантел, мебендазол, альбендазол, івермектин. Курс лікування складається з 2—3 циклів з інтервалом 2 тижні. Велике значення для успіху лікування має запобігання автоінвазії.
- Для дегельмінтизації при аскаридозі застосовуються ті ж самі препарати, як при ентеробіозі. Більшість їх ефективні тільки відносно статевозрілої стадії цього гельмінту, та не впливають на личинок. Спеціальної підготовки і дієти не потрібно, всі препарати призначаються перорально.
- Для лікування трихоцефальозу застосовують мебендазол або альбендазол, при інтенсивній інвазії лікування проводять упродовж 3 днів.
- У лікуванні стронгілоїдозу використовують мебендазол, альбендазол, івермектин, тіабендазол. Препарати призначають нерідко повторними, іноді тривалими курсами.
- Ведучим у лікуванні дракункульозу є механічне витягування гельмінта з місця його локалізації. Паралельно застосовується метронідазол.
- У лікуванні анкілостомозів також використовуються мебендазол або альбендазол. Велике значення має лікування залізодефіцитної анемії, яка формується при тяжкому ураженні.
- У лікуванні дирофіляріозу ведучим є хірургічне лікування із додатковим застосуванням альбендазолу та івермектину.
- Лікування токсокарозу включає альбендазол або мебендазол. Іноді здійснюється оперативне втручання при токсокарозному ураженні ока.

## Профілактика
Здійснюється за загальними правилами запобігання зараження гельмінтами.
- При ентеробіозі необхідною умовою успішного лікування хворого є одночасне проведення поряд з лікувальними заходами всього комплексу профілактичних дій, що попереджають реінвазію. Це, перш за все, суворе дотримання особистого гігієнічного режиму не тільки хворим, але і всіма контактними в осередку. З огляду на високу контагіозність інвазії обстеженню на ентеробіоз підлягають усі контактні. Усі виявлені інвазовані в осередку мають пройти одночасну дегельмінтизацію.
- При аскаридозі велике значення має санітарний благоустрій населених місць. Застосування добрива для ґрунту допустимо тільки компостованими фекаліями. Попередження інвазії досягається розвитком у дітей гігієнічних навичок, вживанням в їжу тільки ретельно вимитих фруктів і овочів, знезараженої води.
- У профілактиці трихоцефальозу велике значення мають ті ж самі заходи, як й при попередженні аскаридозу.
- Профілактика стронгілоїдозу включає санітарно-епідеміологічні заходи, спрямовані на охорону ґрунту від фекального забруднення, санітарну просвіту населення, обстеження населення на гельмінти та проведення дегельмінтизації хворим. З метою захисту від зараження в ендемічних по стронгілоїдозу регіонах необхідно ретельно мити овочі та зелень, для пиття використовувати кип'ячену або промислово виготовлену воду, передбачають заходи щодо захисту відкритих частин тіла від укорінення личинок, в тому числі, боротьбою з атрактантами, носіння взуття при ходьбі на пляжі та в інших місцях з відкритим ґрунтом. Знезараження об'єктів довкілля від личинок збудника стронгілоїдозу, досягається шляхом обробки їх деякими речовинами.
- З метою профілактики дракункульозу для дії на проміжного хазяїна ришти проводять обробку водойм пестицидами, що знищують циклопів. Забруднену питну воду слід обробити хімічною речовиною під назвою темефос, яка вбиває личинок.
- Боротьба з анкілостомідозами має бути спрямована на зменшення рівня забруднення довкілля. Лікування інфікованих людей — один із способів зменшити джерело забруднення. Іншими методами є покращення доступу до санітарії.
- Профілактика дирофіляріозу у людей насамперед передбачає попередження розвитку гельмінтів у собак і котів. Це досягається за допомогою антигельмінтної хіміопрофілактики. Людям, які мандрують до місць, де поширена дирофілярна інвазія серед диких тварин, слід застосовувати активний захист від укусу комарів.
- Заходи, спрямовані на запобігання захворюванню людей на токсокароз, насамперед передбачають санацію уражених тварин, переривання факторів передачі збудника (охорону довкілля від забруднення яйцями токсокар) і виконання елементарних гігієнічних вимог.